# Шуваловка
Шуваловка (рос. Шуваловка) — село у складі Переволоцького району Оренбурзької області, Росія.
Стара назва — Шуваловський.

## Населення
Населення — 179 осіб (2010; 211 у 2002).
Національний склад (станом на 2002 рік):
- росіяни — 55 %